# Aksak III
Aksak III – polski herb szlachecki odmiana herbu Aksak. Według Alfreda Znamierowskiego jest to odmiana herbu Przyjaciel.

## Opis herbu
Opis zgodnie z klasycznymi regułami blazonowania:
W polu czerwonym serce purpurowe w skos, przeszyte strzałą srebrną na opak w lewy skos. Klejnot: Trzy pióra strusie.

## Najwcześniejsze wzmianki
Herb powstał z Aksaka II pod koniec XVII wieku lub na początku XVIII wieku.

## Herbowni
Aksak, Akszak, Assanowicz, Białocki, Downarowicz, Erbejder, Erbreiter, Grużewicz, Hrużewicz, Hurko, Janczura, Kardasewicz, Kardaszewicz, Kasperowicz, Okieńczyc, Okińczyc, Seliminowicz, Selimowicz, Szaguniewicz, Szahuniewicz, Talkowski.